# BR-376
A BR-376 é uma rodovia diagonal brasileira, que liga Dourados, em Mato Grosso do Sul, a Garuva, em Santa Catarina. No trecho paranaense, é conhecida como Rodovia do Café (atualmente denominada Rodovia do Café Governador Ney Braga), e em Curitiba, de Contorno Sul. No trecho entre Garuva e Curitiba, incorpora a BR-101, dado que o trecho da BR-101 em território paranaense é apenas planejado.

## História

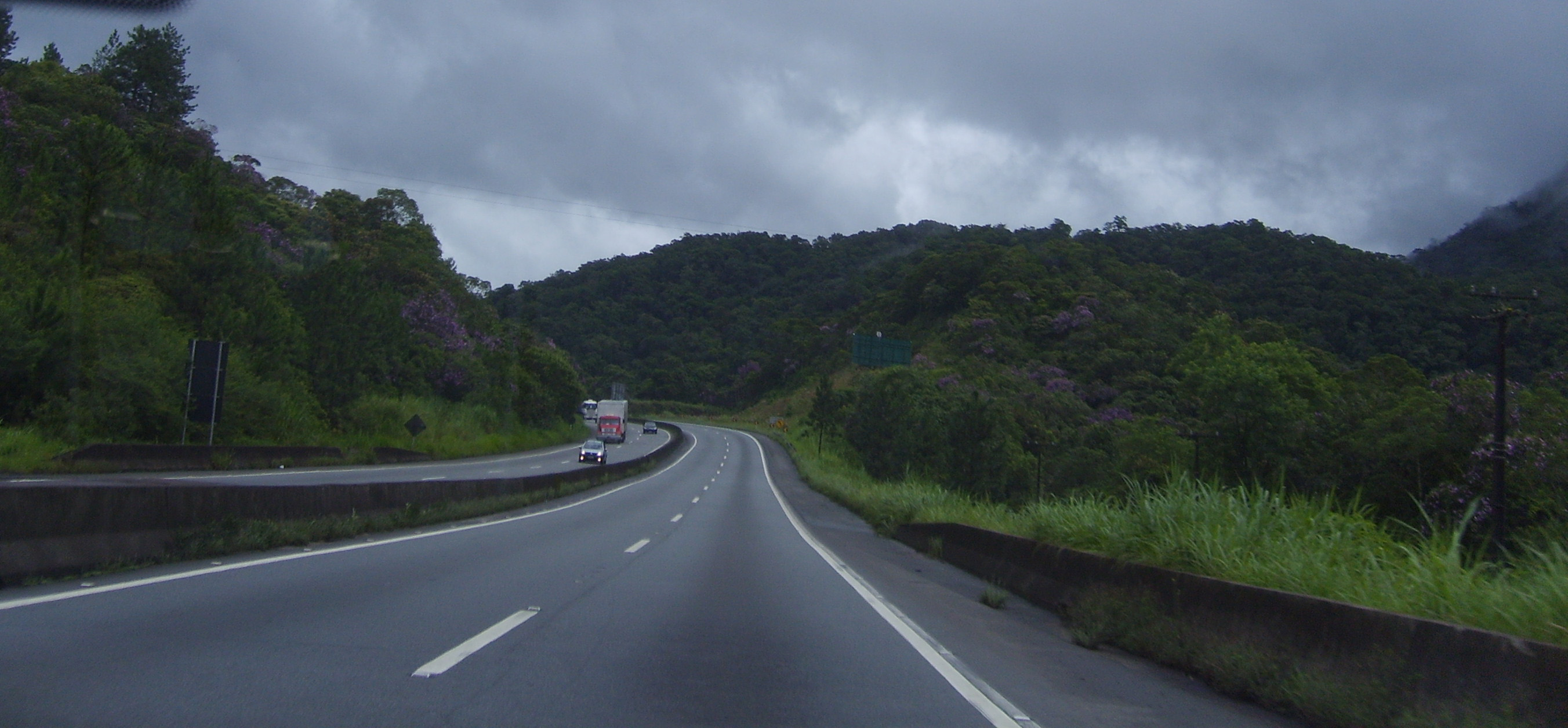
BR-376 entre Curitiba e Garuva.

A rota da Rodovia do Café foi cogitada inicialmente pelo governo imperial do Brasil. Um relatório da expedição chefiada pelos engenheiros alemães, José e Francisco Keller dirigido ao Governo Imperial, em que manifestavam-se pela abertura dessa estrada, com interesse até de uma rodovia transcontinental, apontava o caminho mais curto entre a costa do Brasil e Mato Grosso através do território paranaense. Era o primeiro esboço da futura rodovia. 
Diversos estudos posteriores foram feitos para encontrar o melhor traçado através dos rios Ivaí, Tibaji e sertões adjacentes. Em 1871, em Curitiba, foi lançada a pedra fundamental da ponte sobre o rio Ivo, como início da construção da Estrada de Mato Grosso, pela qual se prolongava para o Noroeste da Estrada da Graciosa. Essa estrada se estendeu através de Campo Largo, Palmeira e Ponta Grossa. A partir de 1928, com o primeiro Plano Rodoviário do Paraná, começaram a ser traçadas as diretrizes visando atender a ligação com a região Norte do Estado. Até 1939 não havia nenhuma estrada ligando o Norte do Paraná ao Porto de Paranaguá; exceto a estrada de ferro, somente cargueiros e carroções faziam o transporte nas regiões intermediárias. A ligação norte e sul do Estado se fazia pela antiga Estrada do Cerne, uma estrada cheia de curvas, estreita e sem pavimentação.
Em 1944 começou a construção de uma nova estrada. Com a criação do DER em 1946, deu-se prosseguimento à construção, cuja obra em estágio inicial foi aberta ao tráfego em 1951. A obra que causou grande impacto no Paraná, na década de 1960, foi a Rodovia do Café. Até que se chegasse a definir a diretriz global da Rodovia do Café, com o percurso mais indicado ao escoamento das safras ao Porto de Paranaguá, várias soluções foram aventadas. No início daquela década, sua implantação básica estava em apenas 154 km de extensão. A principal meta do período era pavimentar o trecho Ponta Grossa-Apucarana. Essa Rodovia seria a principal via de escoamento das safras cafeeiras promovendo a circulação de riquezas, e atuando como instrumento de integração interna econômica, social e política. Também chamada de Rodovia da Integração, propiciou, ao término de sua construção, o escoamento de mais de 4 milhões de toneladas de produção agrícola, principalmente café e cereais. Com a entrega oficial ao tráfego, em julho de 1965, a Rodovia do Café possibilitou considerável redução de tempo da viagem, uma vez que um caminhão carregado, em média realizava em 18 horas o percurso que antes era de 38 horas, encurtando em 142 km o trecho de Maringá ao Porto de Paranaguá, contribuindo assim para um maior movimento do porto paranaense, em detrimento do de Santos.

## Importância econômica
A rodovia é extremamente importante por escoar produtos da agricultura, pecuária e indústria dos estados do Paraná e Mato Grosso do Sul. Como alguns exemplos, temos a soja, milho, café, carne bovina, papel e celulose, madeira, móveis e outros produtos importantes na região.

## Duplicações não realizadas

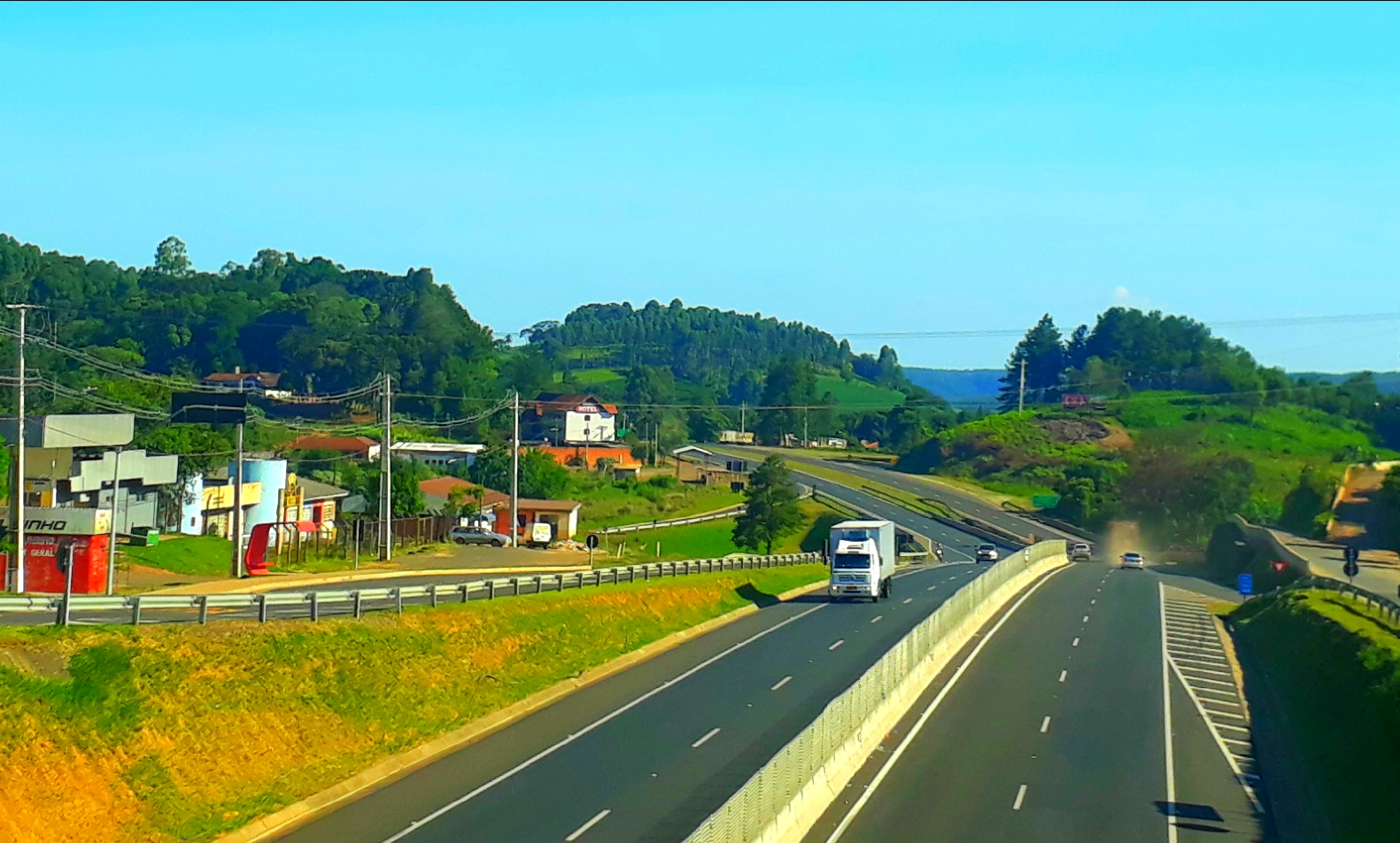
BR-376 em Imbaú.

A BR-376, assim como as BRs 369 e 277, que formam um triângulo dentro do estado do Paraná, foram concedidas para empresas privadas em 1997, no início da era das concessões de estradas do Brasil. Os contratos valem até 2021. Inicialmente deveriam ser duplicados 995 km de estradas do Paraná, e se prometia à população que o Estado teria rodovias de Primeiro Mundo, impulsionando fortemente o crescimento econômico. Mas logo foram assinados aditivos que retiraram dos contratos duplicações e outras obras. O compromisso de duplicação caiu de 995 para 616 km. Para piorar, em 2019, o que havia sido duplicado não passava de 300 km, mesmo com as tarifas de pedágio subindo todos os anos. O MPF (Ministério Público Federal) então realizou a Operação Integração, que mostrava que as mudanças feitas nos contratos fazem parte de um milionário esquema de propinas. As empresas pagaram ao menos R$ 35 milhões em propinas para conseguir estas mudanças nos contratos. O desvio de dinheiro estimado no esquema dos pedágios chega a R$ 8,4 bilhões. Alguns dos citados pelo MPF de receber estas propinas são: Jaime Lerner, Roberto Requião e Beto Richa, todos ex-governadores do Estado do Paraná, e estariam envolvidas as concessionárias Rodonorte, Econorte, Ecovia, Ecocataratas, Caminhos do Paraná e Viapar.
Para a próxima concessão, a ocorrer em 2021, o Governo Federal e o Governo do Estado do Paraná pretendem, em conjunto, adotar um modelo com tarifas menores. 

## Municípios atravessadas pela rodovia

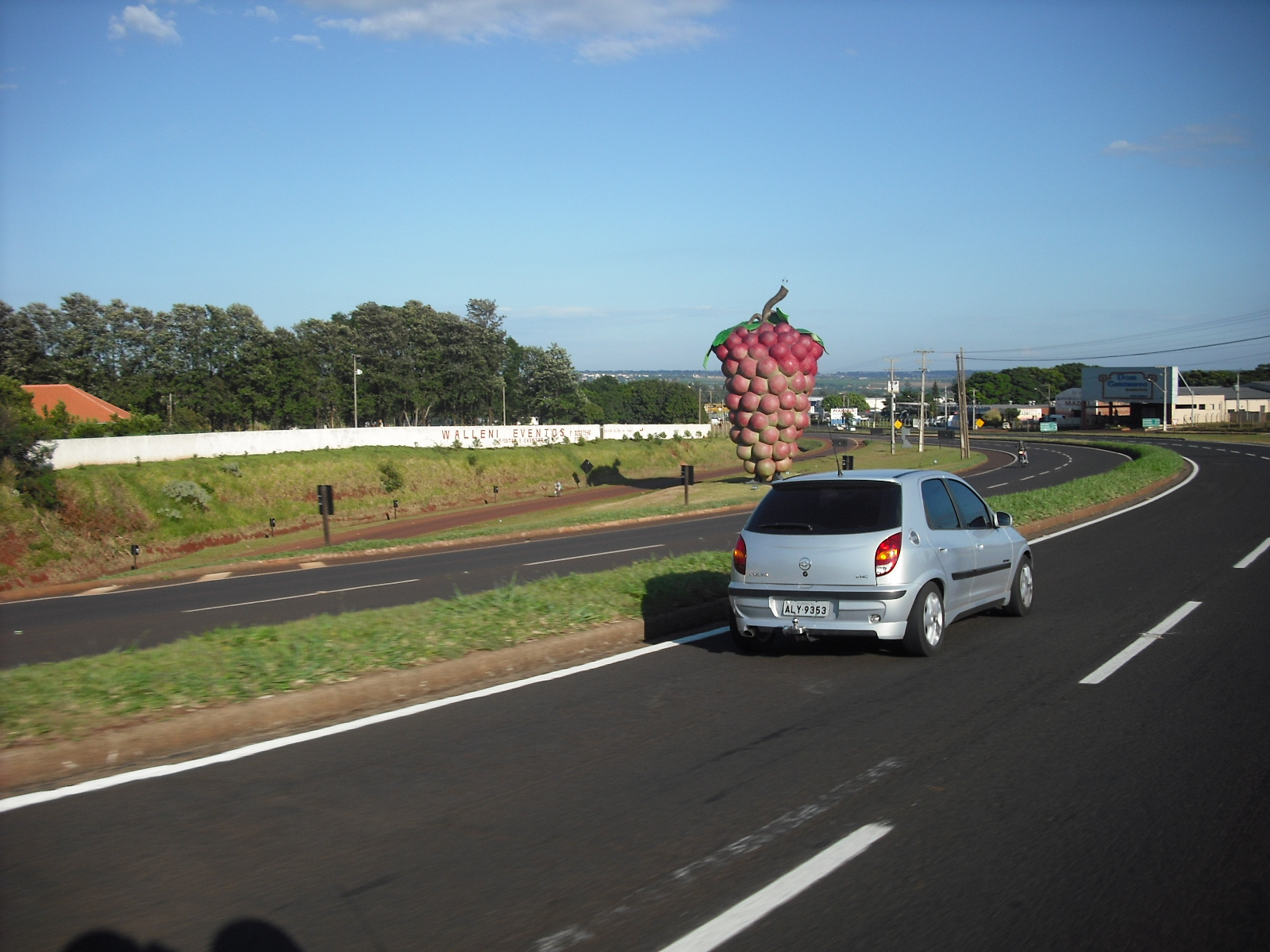
BR-376 em Marialva.

- «Informações detalhadas sobre o Sistema Nacional de Viação». no Visualizador de Informações Geográficas do DNIT

### Trecho em que "incorpora" a BR-101
- Garuva (Santa Catarina)
- Guaratuba
- Tijucas do Sul
- São José dos Pinhais
- Curitiba

### Trecho da "Rodovia do Café"
- Campo Largo (Paraná)
- Balsa Nova
- Palmeira
- Ponta Grossa
- Tibagi
- Imbaú
- Ortigueira
- Mauá da Serra
- Marilândia do Sul
- Califórnia
- Apucarana
- Cambira
- Jandaia do Sul
- Mandaguari
- Marialva
- Sarandi
- Maringá
- Mandaguaçu
- Presidente Castelo Branco
- Nova Esperança
- Alto Paraná
- Paranavaí
- Guairaçá
- Nova Londrina

### Trecho paulista
- Rosana

### Trecho sul-matogrossense
- Batayporã
- Nova Andradina
- Ivinhema
- Deodápolis
- Glória de Dourados
- Jateí
- Vicentina
- Fátima do Sul
- Dourados